# Fromia pacifica
Fromia pacifica är en sjöstjärneart som beskrevs av Hubert Lyman Clark 1921. Fromia pacifica ingår i släktet Fromia och familjen Ophidiasteridae. Inga underarter finns listade i Catalogue of Life.